# Кокель Олексій Опанасович
Олексі́й Опана́сович Ко́кель (справжнє прізвище — Кирилов; 13 березня 1880, Тархани — 4 лютого 1956, Харків) — український живописець, графік і педагог чуваського походження, професор з 1939 року; член петербурзького художнього об'єднання «Союз молодежи» з 1910 року, співзасновник та керівник харківського літературно-художнього і театрального об'єднання «Союз мистецтв» з 1917 року, член Асоціації художників Червоної України у 1926—1931 роках (у 1924—1925 роках — голова) та Спілки радянських художників України з 1938 року.

## Біографія
Народився 1 [13] березня 1880 року в селі Тарханах Симбірської губернії Російської імперії (нині у складі Батиревського району Чувашії, Росія). З 1900 року навчався у Санкт-Петербурзі у приватній студії Олександра Маковського; упродовж 1904—1912 років — у Вищому художньому училищі при Російській імператорській академії мистецтв, де його викладачами зокрема були Дмитро Кардовський, Ілля Рєпін, Василь Савинський, Ілля Ціоглінський.
З 1916 року жив і працював у Харкові: у 1916—1921 роках — викладач художнього училища, одночасно протягом 1918—1922 років завідував секцією образотворчого мистецтва військового-окружного комісаріату; у 1921—1923 роках першим обіймав посаду ректора, у 1939—1956 роках — завідувача кафедри рисунка художнього інституту, одночасно у 1926—1939 роках очолював майстерні монументального живопису художнього технікуму; у 1930—1956 роках (з перервами за сумісництвом) — доцент кафедри образотворчого мистецтва інженерно-будівельного інституту. Серед учнів: Інна Городецька, Єфрем Світличний, Євген Єгоров, Петро Шигимага, Асхат Сафаргалін.
Помер у Харкові 4 лютого 1956 року. Похований у Харкові на Міському кладовищі № 2.

## Твори
Працював у галузі станкового живопису і станкової графіки. Створював пейзажі, натюрморти, портрети, політичні пропаґандивні плакати, картини з радянською революційною тематикою. Писав спочатку в манері імпресіонізму, згодом в реалістичному стилі. Серед робіт:
живопис
- «Вулиця у селі Тарханах» (1904);
- «Чувашка (Сестра)» (1905);
- «Рабин» (1907);
- «Уральські заводи» (1908);
- «У чайній» (1912);
- «Італійці» (1913);
- «Візник» (1913);
- «Сімейний портрет» (1913);
- «Скульптор Елеонора Блох» (1918);
- «Чуваська сюїта» (1920);
- «Одноосібниця» (1920-ті);
- «Безпритульний Ванько» (1924);
- «Вартовий революції. На посту» (1927);
- «Лікнеп» (1930);
- «Колгоспний базар» (1935);
- «На соляних промислах» (1936);
- «Ізюм. Вид на Крем'янець» (1936, Харківський художній музей);
- «Товариш Климент Ворошилов у танкістів» (1937);
- «Зима» (1943);
- «Відпочинок бійців» (1946);
- «Дінець» (1955);

графіка
- «Старий робітник» (1927);
- «Ударниця» (1931);
- «Колгоспник-ударник» (1936);
- «Автопортрет» (1936);
- «Жіночий портрет» (1939).

Брав участь у міжнародних виставках з 1913 року, всесоюзних та республіканських — з 1928 року. Персональні посмертні виставки відбулася у Харкові у 1960 році, Києві у 1961 році, Чебоксарах у 1980, 2005, 2008, 2010 роках.
Деякі картини художника зберігаються у Чуваському художньому музеї, Національному художньому музеї України у Києві, Харківському художньому музеї.

## Вшанування пам'яті
- У Харкові на могилі художника встановлено пам'ятник; на будинку, де він жив за адресою Мироносицька вулиця, № 93 15 березня 2006 року встановлено меморіальну дошку (скульптор Олександр Рідний)[2];
- У його рідному селі Тарханах 1980 року відкрито Меморіальний будинок-музей, де від 2007 року проводять Міжнародний Кокелівський пленер; 18 жовтня 2020 року в селі встановили погруддя художника[3];
- Іменем Олексія Кокеля названо вулицю та дитячу художню школу в Чебоксарах.

Портрети Олексія Кокеля створили Петро Супонін у 1950 році та Єрем Світличний у 1960 році.